# Зелена людина
Фестиваль «Зелена людина» — це незалежний музично-мистецький фестиваль, який щороку проводиться в середині серпня в Брекон-Біконс, Уельс. Заснований у 2003 році, він перетворився на 4-денну подію потужністю 25 000 людей, де демонструється переважно жива музика (зокрема альтернативна, інді, рок, фолк, танцювальна та американська), а додаткові намети містять літературу, кіно, комедії, театр та поезію. Місце проведення фестивалю поділено на 10 напрямків. Також можна тиждень перебувати в кемпінгу та займатися іншими справами.
Фестиваль розширився і на інші заходи, а також створив благодійне крило під назвою «Зелена людина» У 2018 році заголовки видання включають «Лисиць флоту», «Війну проти наркотиків» та «Громадське мовлення». У 2019 році хедлайнери включали Stereolab, Four Tet та Idles. Серед актів, оголошених на 2020 рік, були Caribou, Goldfrapp, Майкл Ківанука, Мак Демарко та Little Dragon.

## Історія
Фестиваль «Зелена людина» розпочався як невеличка подія у місті Хей-он-Уай у 2003 році. Перший рік відвідали 300 осіб, другий — 400, а третій — 800 . Потім Фіона Стюарт стала керуючим директором і перенесла фестиваль у теперішнє місце на території парку Глануск біля Крикуеллу, в національному парку Брекон-Біконс в Уельсі.
У 2012 році фестиваль містив 10000 людей щодня, а головними акторами були Могвай, Ван Морріссон та Фейст . До 2013 року фестиваль налічував 20 000 відвідувачів. Це відбулося в 10 областях, і можна було пробути тиждень з перепусткою поселенців.  Фестиваль 2017 року відзначив 15-річчя події.  У 2018 році він відвідав 25 000 відвідувачів, серед яких були головні акти, зокрема «Лисиці флоту», «Війна проти наркотиків» та «Громадське мовлення». Групи та ді-джеї відтворюють цілий ряд музичних стилів, включаючи інді, американку, фолк, психоделію, реггі, електро та стоунер-рок. У 2019 році хедлайнерами стали Stereolab, Four Tet та Idles. Оголошеними на 2020 рік новинами були Карибу, Голдфрапп, Майкл Ківанука, Мак Демарко та Маленький Дракон.
Окрім музичних зон, фестиваль має дитячу зону, наукову майстерню під назвою «Сад Ейнштейна» та намети для літератури, кіно, театру та комедії. Стюарт сказав у 2015 році: «Мені дуже подобається, що люди приходять на захід і я бачу, як вони насолоджуються. Я маю на увазі, що мені подобається проводити вечері, який не є клопотом, я думаю, що "Зелена людина" - це найбільша вечеря, яку я роблю».
Фестиваль «Зелена людина» відмовляється від комерційного спонсорства і тому може зосередитися на місцевих валлійських постачальниках їжі та напоїв, а не на прив'язку до корпоративних угод. Вона безпосередньо наймає своїх робітників, виплачуючи прожитковий мінімум. Фестиваль має сильну етичну та екологічну спрямованість, використовуючи сонячну енергію якомога більше. Фестиваль ніколи не використовував пластмаси одноразового використання та заохочує громадських організацій використовувати місцеві продукти.

## Нагороди
Відомий своїм некомерційним, етичним підходом, фестиваль «Зелена людина» отримав кілька нагород, серед яких «Найкращий фестиваль середнього розміру 2010» та «Фестиваль коріння трави 2012». У 2015 році Зелена людина виграла «Найкращий фестиваль» на премії Live Music Business Awards. Як керуючий директор, Фіона Стюарт отримала нагороду за видатні досягнення на британських фестивальних нагородах у 2013 році. Це найбільший фестиваль сучасної музики та мистецтв в Уельсі, який отримав статус великої події урядом Уельсу завдяки позитивному впливу фестивалю та створенню багатства.

## Благодійність, громадська робота та регіональне партнерство
Фестиваль є благодійним партнером Фонду Беван та Oxfam Cymru, Cymdeithas yr laith Gymraeg, RSPB Cymru та Brecon Beacons Authority National Park, які приймають кіоски на фестивалі. Щороку 40 кіосків (вартістю понад 17 000 фунтів стерлінгів) виділяються благодійним організаціям та некомерційним організаціям. 20 000 фунтів стерлінгів збирають щорічно для місцевих мистецьких та спортивних проектів через кіоск. У 2013 році було зібрано понад 16 000 фунтів стерлінгів на благодійну поїздку в Уганду для учнів місцевої середньої школи Крикуелл. Починаючи з 2010 року, фестиваль зібрав 250 000 фунтів стерлінгів на благодійні цілі. Зелена людина також проводить навчальні програми з коледжем Мертір Тидфіл та Армією порятунку в Кардіффі, щоб проводити навчання та наставництво для вразливих молодих людей. Крім того, фестиваль також пропонує навчання для понад 100 місцевих волонтерів, надаючи їм досвід роботи, семінари та життєві навички. Звіт Великої Британії про музику за 2015 рік, складений на основі досліджень Oxford Economics, визначив Зелену людину поряд із Центром Тисячоліття в Уельсі головним рушієм музичного туризму в Уельсі. У 2019 році було підраховано, що фестиваль вклав 40 мільйонів фунтів стерлінгів у місцеву валлійську економіку.

## Довіра до "зелених людей"
Довіра "зелених людей" — благодійне крило фестивалю. Станом на 2019 рік він надав 27 грантів громади, прийняв понад 3000 нових художників, навчив понад 2000 людей, профінансував понад 200 наукових проектів. У 2020 році керівництво пообіцяло зібрати гроші на екстрений фонд підтримки валлійців, які постраждали від повені, спричиненої штормом Деніс. 

## Інші підприємства
Заснований у 2008 році, Green Man Rising — це щорічний конкурс, в рамках якого невідома група може виграти шанс відкрити Гірську сцену в перший день фестивалю. У 2015 році в конкурсі переміг Ханк. У 2006 році Зелена Людина влаштувала свою першу щорічну Вечірку на човнах на річці Темзі. Захід зазвичай включав лінійку живої музики та ді-джеїв, а також бар. На останній вечірці на човнах у 2012 році виступили Field Music, Three Trapped Tigers та Tom Williams & The Boat. У 2016 році Green Man перейменував човнову вечірку Green Man Ahoy. Захід відбувся 7 травня 2016 року. У ньому взяли участь Slow Club та Palace Winter. У вересні 2015 року "Зелена людина" взяла свій бар у дворі до Кінгс Кросу в Лондоні на чотириденне свято валлійського пива та сидру. У незалежних валлійських пивоварів було придбано понад 180 пива та сидру. Жива музика надходила від звукової машини Ibibio, Stealing Sheep, Boxed In, Meilyr Jones, C Duncan, Cairobi та The Wave Pictures. Склад у неділю був співавтором Moshi Moshi Records. Фестиваль "Зелена людина" відзначив День святого Давида спеціальною одноденною подією в лондонському Сесіл Шарп Хаус. Він отримав назву «Hwyl» (ліричний валлійський термін «веселощі») і був святом валлійської культури, ремесел та гастрономії за допомогою переговорів, театру, розповіді та комедії. У 2015 році жива музика надходила від Teleman, Georgia Ruth, Stanley Brinks, Sweet Baboo та Cowbois Rhos Botwnnog. HWYL не відбувся у 2016 році. Busk On The Usk — це безкоштовний одноденний фестиваль, який проходив у Ньюпорті, Південний Уельс, у різних місцях уздовж берегів річки Уск. Захід став внеском «Уельської сучасної музики» до Лондонської культурної олімпіади 2012 року, а співавтором якої стала Фіона Стюарт. На заході була представлена програма живої музики, дискусії та лекції, арт-інсталяції та місцеві лавки. Захід був організований за допомогою жителів Ньюпорта, а також за рахунок внесків від ряду найважливіших культурних організацій Уельсу. У музичному складі були Скрітті Політті, Анна Кальві, Кейт Ле Бон та Джон Ленгфорд. За оцінками, 6000 людей відвідали захід.